# Cybianthus prieurii
Cybianthus prieurii är en viveväxtart som beskrevs av A. Dc.. Cybianthus prieurii ingår i släktet Cybianthus, och familjen viveväxter. Inga underarter finns listade i Catalogue of Life.